# Sam Hollis
Samuel W. Hollis (ur. 1866 w Nottingham, zm. 17 kwietnia 1942 w Bristolu) – angielski trener piłkarski i menadżer.
Urodzony w Nottingham, posiadał stosunkowo małe doświadczenie piłkarskie, ponieważ wcześniej, przed zajęciem się futbolem, pracował m.in. na poczcie. Przybył do Woolwich Arsenal w 1894, a jego rola w klubie jest przedmiotem sporu. Chociaż jest on zapisany na oficjalnej stronie internetowej klubu jako pierwszy menedżer, inne źródła historyczne podają, że był on tylko trenerem. Wiele książek, w tym oficjalna klubowa historia, nie wspominają o Hollisie i podają, że pierwszym menadżerem Arsenalu był Thomas Mitchell, zaś relacje ówczesnych gazet wskazują, że w okresie, gdy Hollis był rzekomo menadżerem, wiodącą rolę w prowadzeniu zespołu sprawował William „Bill” Parr.
W kwietniu 1897 roku Hollis był kuszony przez nowo powstały klub Bristol City, gdzie w końcu został menadżerem.
Zmarł w Bristolu w kwietniu 1942 w wieku 76 lat.